# Едмунд Конен
Едмунд Конен (нім. Edmund Conen, 10 листопада 1914, Юрциг — 5 березня 1990, Леверкузен) — німецький футболіст, що грав на позиції нападника. По завершенні ігрової кар'єри — тренер.
Виступав за національну збірну Німеччини, з якою став бронзовим призером чемпіонату світу 1934 року.

## Клубна кар'єра
Народився 10 листопада 1914 року в місті Юрциг. Розпочав займатись футболом у рідному місті, а 1928 року потрапив до школи клубу «Саарбрюкен». З 1932 року ста виступати за основну команду, а 1934 року вийшов з командою до Гауліги Південний захід, однієї з багатьох вищих ліг Німеччини того часу. За підсумками дебютного сезону 1934/35 клуб зайняв останнє 11 місце, а сам Конен після цього був змушений на час зав'язати з футболом: у нього виявилися серйозні проблеми зі здоров'ям, через які він пропустив чотири роки. За підтримки Зеппа Гербергера він зміг подолати хворобу і повернутися до великого футболу, виступаючи з 1938 року за «Штутгартер Кікерс».
Під час Другої світової війни був гостьовим гравцем спочатку у клубі «Мюльгаузен 1893» з окупованого французького Мюлуза, що грав у Гаулізі Ельзас, а потім виступав за військову команду «Гросс Борн» з Гауліги Східна Померанія.
Після закінчення війни 1945 року повернувся до «Штутгартер Кікерс» і провів у складі команди ще п'ять сезонів, а завершував ігрову кар'єру у швейцарському клубі «Янг Фелловз Ювентус», де протягом 1950—1952 років був граючим тренером.

## Виступи за збірну
14 січня 1934 року у віці 19 років дебютував в офіційних матчах у складі національної збірної Німеччини в товариській грі проти Угорщини (3:1), де забив гол. А вже влітку того ж року поїхав з командою на дебютний для німців чемпіонату світу 1934 року в Італії. На «мундіалі» молодий німецький нападник вразив своєю грою, забивши три м'ячі в першому ж матчі проти Бельгії 27 травня. На перерву збірні йшли за рахунку 2:1 на користь бельгійців, у другому таймі спочатку на 49-й хвилині Отто Зіффлінг у своєму першому матчі за збірну зрівняв рахунок, а потім протягом 19 хвилин Конен забив 3 голи, ставши таким чином автором першого німецького хет-трику на чемпіонатах світу і загалом лише четвертого в історії чемпіонатів світу, а німці виграли 5:2 і вийшли в 1/4 фіналу.
У наступних двох матчах, чотирма днями пізніше в чвертьфіналі проти Швеції і у програному з рахунком 1:3 півфіналі проти Чехословаччини, Конен не зміг відзначитися. Проте в матчі за 3 місце, він зумів забити свій четвертий гол на чемпіонаті у ворота легендарної австрійської «Вундертім», який до того ж став вирішальним. Німеччина виграла 3:2 і завоювала на своєму першому чемпіонаті світу бронзові медалі. Сам же Конен поділив лаври найкращого бомбардира турніру з чехословаком Олдржихом Неєдли і італійцем Анджело Ск'явіо. Однак 10 листопада 2006 року, набагато пізніше після смерті усіх цих трьох гравців, ФІФА визнала, що Неєдли забив всі три м'ячі своєї збірної в півфінальному матчі проти німців, а не два, як вважалося раніше (один був записаний на Рудольфа Крчіла), через що саме чехословак з 5-ма голами був названий одноосібним найкращим бомбардиром чемпіонату.
Наступний чемпіонат світу Едмунд змушений був пропустити через свою тривалу хворобу, а останню гру за Німеччину провів з Угорщиною (5:3) в Будапешті в травні 1942 року у віці 28 років, зігравши у парі з молодим Фріцом Вальтером, майбутнім чемпіоном світу. Того ж року Німеччина була виключена із ФІФА за військову агресію і повернута лише через вісім років, восени 1950 року, тому Конен більше за «бундестім» так і не зіграв. Всього протягом кар'єри у національній команді, яка тривала 9 років, провів у формі головної команди країни 28 матчів, забивши 27 голів.

## Кар'єра тренера
Повернувшись із швейцарського «Янг Фелловз Ювентус», з 1952 року Едмунд працював у ФРН, очолюючи спочатку «Айнтрахт» (Брауншвейг), а потім і «Вупперталь», обидва з Оберліги, найвищої на той момент ліги країни.
1957 року став головним тренером команди другого дивізіону «Баєр 04» і тренував клуб з Леверкузена три роки, а в подальшому очолював аматорські команди «Шлебуш» та «Опладен».
Помер 5 березня 1990 року на 76-му році життя у місті Леверкузен, всього за кілька місяців до третього тріумфу німецької збірної на чемпіонаті світу в Італії.

## Титули і досягнення
- Бронзовий призер чемпіонату світу: 1934